# Midnight Commander
Midnight Commander (мі́днайт-кома́ндер, скор.: mc, буквально: «опівнічний командир») — один із файлових менеджерів для Unix-подібних операційних систем, з текстовим інтерфейсом користувача, клон Norton Commander. Основний інтерфейс складається з двох панелей, на яких відображена файлова система. 
Midnight Commander надає можливість перегляду вмісту файлів RPM-пакунків, працює з популярними форматами архівів, начебто просто зі ще однією текою, а також функціонує як клієнт FTP чи FISH. У Midnight Commander вбудований редактор mcedit (проте можна вказати й інший). Серед можливостей mcedit є підсвітка синтаксису для різних мов програмування, здатність працювати у режимах ASCII та HEX. 
Midnight Commander може також перейменовувати групи файлів. Це зручно при маніпулюванні великими зібраннями файлів, наприклад, щоб погодити їх з новим способом найменування. Midnight Commander може також переміщувати файли до різних тек і при цьому одночасно перейменовувати їх. Дозволяється вказувати вихідні та результуючі імена файлів за допомогою підстановлювальних знаків. При цьому можуть використовуватися регулярні вирази. Крім того, користувач може обрати потребу в використанні можливостей шаблонів командної оболонки (англ. shell patterns) (автоматичне групування підстановлювальних знаків). 
Midnight Commander зараз включений до складу більшості дистрибутивів Linux та поширюється під ліцензією GNU General Public License.
mc дуже[джерело?] популярний в ОС Linux завдяки побудові на гнучких текстових інтерфейсах (Ncurses або S-lang), що дозволяє йому працювати в звичайній консолі, всередині вікна X-терміналу, поверх SSH-з'єднань та й з усіма видами віддалених оболонок.

## Можливості
- вільне програмне забезпечення;
- можливість роботи з різними архівами, образами ФС, мережевими ФС (Samba, FTP, SFTP);
- уміє виконувати операції копіювання та переміщення файлів у фоновому режимі;
- вбудований текстовий редактор із підсвічуванням синтаксису;
- текстовий режим, заснований на бібліотеках ncurses та S-Lang. Це дозволяє програмі працювати як у консолі, так і в різних емуляторах терміналу та через віддалені з’єднання, наприклад, за протоколом SSH;
- підтримка багатомовного інтерфейсу;
- підтримка кодування UTF-8 (починаючи з 2009 року).